# فيراري 400
فيراري 400 (بالإيطالية: Ferrari 400)‏ ، هي نموذج لصناعة أنواع من السيارات الرياضية والسياحية، والتي أنتجها شركة فيراري الإيطالية من عام 1972 إلى عام 1989م.

## بعض أنواع السيارات
بعض أنواع سيارات فيراري 400 ، ومنها:
- 365 جي تي 4 2+2
- 400 جي تي
- 400 جي تي آي
- 400
- 412